# 长苞棘豆
长苞棘豆（学名：Oxytropis longibracteata）为豆科棘豆属下的一个种。